# Drosophila onca
Drosophila onca este o specie de muște din genul Drosophila, familia Drosophilidae, descrisă de Dobzhanksy și Pavan în anul 1943. Conform Catalogue of Life specia Drosophila onca nu are subspecii cunoscute.